# برنارد جي. سيغال
برنارد جي. سيغال (بالإنجليزية: Bernard Segal)‏ هو محامي أمريكي، ولد في 11 يونيو 1907، وتوفي في 1 يونيو 1997 بسبب سرطان.